# بست (أرومية)
قرية بست (بالكردية: بەست) هي إحدى القرى التابعة لـمرغور في ريف قسم سيلوانه من مقاطعة أرومية، في محافظة أذربیجان الغربیة الإيرانية.

## السكان
حسب إحصاءات سنة 2006، بلغ إجمالي السكان في بست 44 نسمة وعدد المساكن 8 مسكن. لغة سكان بست هي اللغة الكردية و هم من أهل السنة والجماعة والمذهب الشافعي.